# Hospital Liborio Panchana Sotomayor
El Hospital general Dr. Liborio Panchana Sotomayor, es la unidad de mayor complejidad de la red de servicios de salud de la provincia de Santa Elena, regida por políticas y normas dictaminadas por el ministerio de Salud pública del Ecuador. Es un hospital de segundo nivel, atiende problemas de salud de todas las especialidades médicas. Fue el segundo hospital público en Ecuador e Hispanoamérica en recibir acreditación internacional el 19 de diciembre de 2014, por parte de la prestigiosa organización Accreditation Canada International (ACI).